# Ичалковская ГЭС
Ича́лковская гидроэлектроста́нция (Ичалковская ГЭС, Ичалковская МГЭС) — не эксплуатируемая в настоящее время малая гидроэлектростанция на реке Пьяна, расположенная в 1,3 км выше села Ичалки Нижегородской области.

## Общие сведения
Конструктивно является ГЭС руслового типа. Имеет две турбины. До реконструкции турбины были полностью австрийского производства, после реконструкции лопасти были заменены отечественными, производства Московского завода имени В. И. Ленина.
Установленная мощность ГЭС — 264 кВт , годовая выработка — 0,6 млн кВт⋅ч. Рабочая разница на бьефах — 3,2 метра. Электрооборудование ГЭС спроектировано кафедрой «Электрооборудование судов» Нижегородского государственного технического университета.
Строительство ГЭС началось во второй половине 1940-х. В 1990-х годах ГЭС была восстановлена и возобновила работу. Снабжала электрической энергией около половины Перевозского района Нижегородской области. Ичалковская ГЭС работала круглый год, за исключением времени весеннего половодья (обычно — три недели апреля) на реке Пьяна. В это время осуществлялся профилактический осмотр и плановый ремонт оборудования. В 2016 году в ходе сильного половодья плотина ГЭС была разрушена, водохранилище спущено, станция выведена из эксплуатации.

## Обслуживающая организация
Собственником и обслуживающей организацией является ОАО «Ичалковская ГЭС», созданное в 2007 году в результате реорганизации МУП «Ичалковская ГЭС».